# Ternes (Métro Paris)
Der U-Bahnhof Ternes [tɛʁn] ist eine unterirdische Station der Linie 2 der Pariser Métro.

## Lage
Die Station befindet sich an der Grenze des Quartier du Faubourg du Roule im 8. Arrondissement mit dem Quartier des Ternes im 17. Arrondissement von Paris. Sie liegt unter der Place des Ternes, einem halbrunden Platz im Zuge der Avenue de Wagram, sowie längs unter dem Boulevard de Courcelles.

## Name
Namengebend sind die Place des Ternes und die dort beginnende Avenue des Ternes. Das Wort „Ternes“ kommt vom lateinischen „villa externa“, was ein Gut des Pariser Bischofs außerhalb des Stadtgebiets bezeichnete. Vor seiner Eingemeindung nach Paris im Jahr 1860 gehörte das Gebiet zunächst zu Saint-Denis, später zu Neuilly.

## Geschichte und Beschreibung

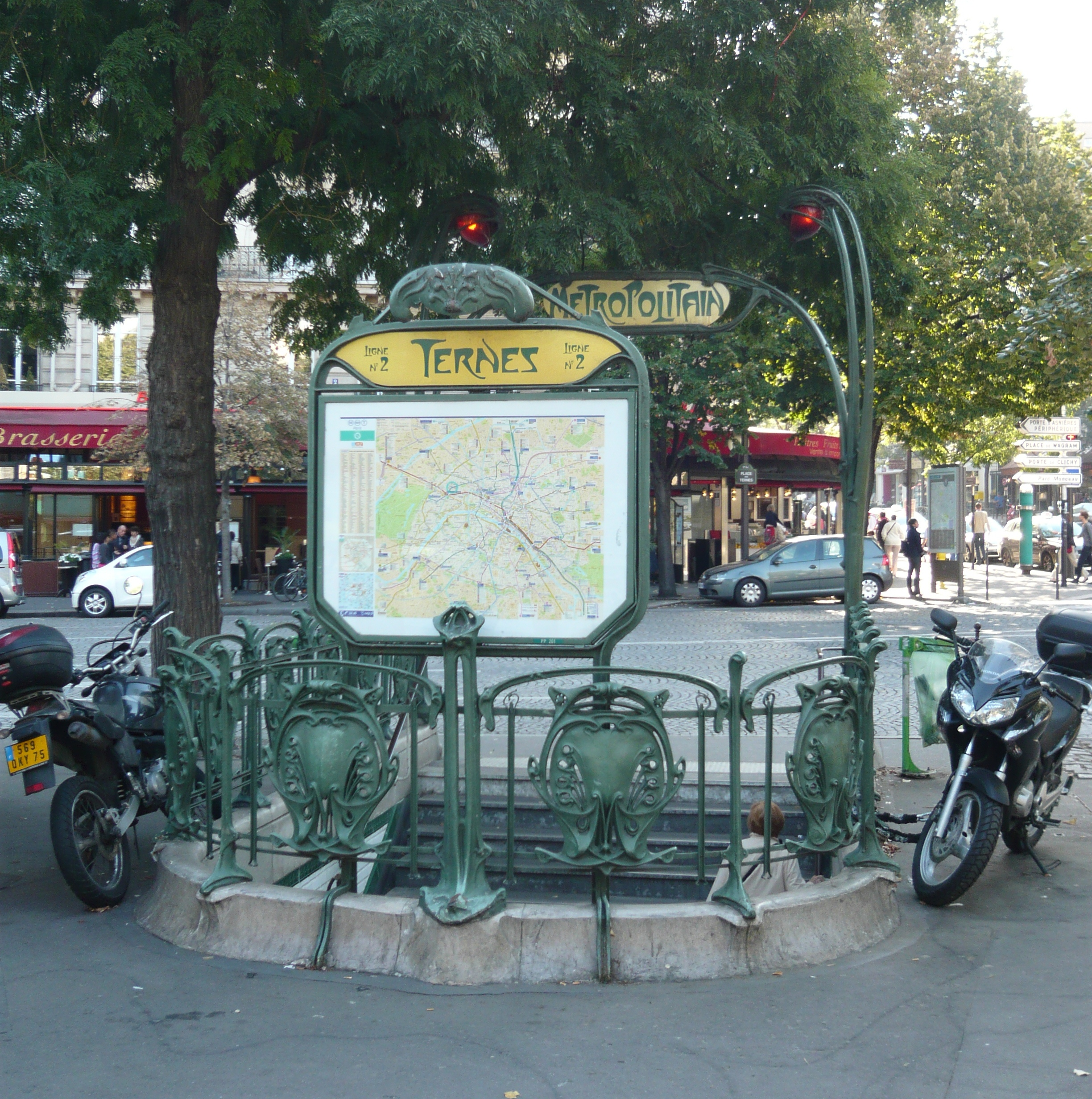
Von Hector Guimard gestalteter Zugang auf der Mittelinsel der Place de Ternes

Am 7. Oktober 1902 wurde die Station in Betrieb genommen, als die erste Verlängerung der Linie 2 (bis 1907: Linie 2 Nord) von Étoile (seit 1970: Charles de Gaulle – Étoile) nach Anvers eröffnet wurde. In den Jahren 2007 und 2008 wurde die Station renoviert.
Die 75 m lange Station weist Seitenbahnsteige an zwei Streckengleisen und ein elliptisches Deckengewölbe auf, das in Belgischer Bauweise angelegt wurde. Die weiß gefliesten Wände folgen der Krümmung der Ellipse. Da die Strecke vom Boulevard de Courcelles unter die südliche Avenue de Wagram einbiegt, liegt die Station in einer leichten Kurve. Der einzige Zugang befindet sich auf der Mittelinsel des Platzes, er wurde von Hector Guimard gestaltet. Ein weiterer Ausgang mit Rolltreppe liegt am westlichen Ende des Boulevard de Courcelles.

## Fahrzeuge
Zunächst hatten auf der Linie 2 Nord Züge verkehrt, die aus zweiachsigen Fahrzeugen mit Holzaufbauten gebildet wurden. Von 1914 bis 1981 wurde die Linie 2 von Zügen der Bauart Sprague-Thomson befahren. Da sie mittelfristig nicht auf gummibereifte Fahrzeuge umgestellt werden sollte, kam ab 1979 die Baureihe MF 67 auf die Strecke, die ihre Vorgänger innerhalb von zwei Jahren vollständig ablöste. Seit 2008 kommen Serienfahrzeuge der Baureihe MF 01 zum Einsatz, bis 2011 herrschte Mischverkehr mit den MF-67-Zügen.

## Umgebung

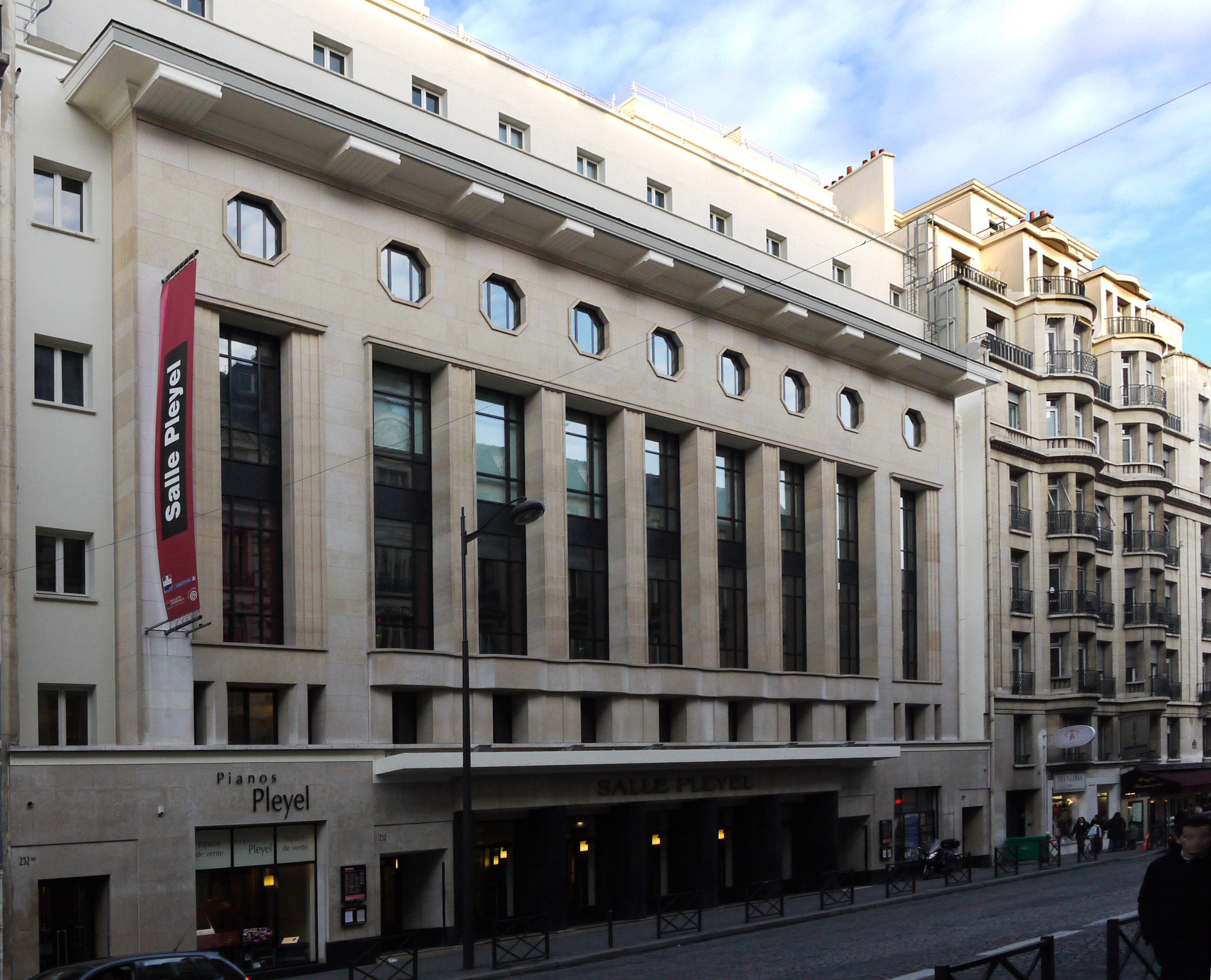
Salle Pleyel

- Symphonischer Konzertsaal Salle Pleyel in der Rue du Faubourg Saint-Honoré
- Theater- und Ballsaal Salle Wagram